# Plunderer
Plunderer (プランダラ, Purandara) é um mangá japonês escrito e ilustrado por Suu Minazuki. A serialização ocorreu na revista Monthly Shōnen Ace da Kadokawa Shoten a partir de 26 de dezembro de 2014 a 26 de abril de 2022. A série é licenciada pela Yen Press. Uma adaptação em anime pela Geek Toys estreou em 8 de janeiro de 2020.

## Enredo
Situado em um mundo dominado por números, todo ser humano tem seu valor medido por um 'Contador' (Count) especial impresso em algum lugar de seus corpos, que define qualquer número relacionado a um aspecto importante de suas vidas. No entanto, se esse contador diminuir para 0, a pessoa será arrastada para o "abismo" e é considerada morta por toda a eternidade.
Para a jovem Hina, seu contador corresponde a centenas de quilômetros de caminhada. Desde que sua mãe foi arrastada para o abismo, ela tem procurado o Ás Lendário do último desejo de sua mãe nos últimos cinco anos. A jornada cansativa de Hina dá uma guinada repentina quando ela conhece um estranho cavaleiro mascarado conhecido como Licht Bach com um contador de número negativo.

## Personagens
Licht Bach (リヒトー=バッハ, Rihitō Bahha)
Voz de: Yoshiki Nakajima  (Japonês), Eric Vale (Português)
Hina (陽菜, Hina)
Voz de: Rina Honnizumi  (Japonês), Sarah Wiedenheft (Português)
Lynn May (リィン=メイ, Riin Mei)
Voz de: Ari Ozawa (Japonês), Elizabeth Maxwell (Português)
Pele Poporo (ペレ=ポポロ, Pere Poporo)
Voz de: Aoi Ichikawa  (Japonês), Austin Tindle (Português)
Jail Murdoch (ジェイル=マードック, Jeiru Mādokku)
Voz de: Yūichirō Umehara
Nana (ナナ, Nana)
Voz de: Shizuka Itō  (Japonês), Caitlin Glass (Português)
Mizuka Sonohara (園原水花, Sonohara Mizuka)
Voz de: Aoi Yūki
Alec (アレク, Areku)
Voz de: Hiroki Tōchi
Schumelmann Bach (シュメルマン=バッハ, Shumeruman Bahha)
Voz de: Toshihiko Seki

## Mídia

### Mangá
Suu Minazuki lançou o mangá na Monthly Shōnen Ace, revista shōnen da Kadokawa Shoten em 26 de dezembro de 2014. A serialização terminou em 26 de abril de 2022. Em 8 de julho de 2018, durante seu painel na Anime Expo, a Yen Press anunciou que havia licenciado o mangá.

### Anime
Uma adaptação para anime da série de televisão foi anunciada pelo Monthly Shōnen Ace em 18 de fevereiro de 2018. A série é dirigida por Hiroyuki Kanbe e escrita por Masashi Suzuki, com animação da Geek Toys. Yuka Takashina, Yūki Fukuchi e Hiroko Fukuda são responsáveis pelo design dos personagens. Junichi Matsumoto é o responsável pela parte musical da série. Ele estreou em 8 de janeiro de 2020 no Tokyo MX, KBS, TVA, SUN, BS11 e AT-X. A música de abertura, "Plunderer", é cantada por Miku Itō, enquanto o tema de encerramento "Countless Days" é cantado por Rina Honnizumi. A Funimation adquiriu o anime para distribuição e transmite no FunimationNow nas regiões de língua inglesa e no AnimeLab na Austrália e na Nova Zelândia. A Funimation estreou os dois primeiros episódios da série no YouTube no Reino Unido, Irlanda, Austrália e Nova Zelândia em 8 de dezembro de 2019. A série terá ao todo 24 episódios.